# Lliçons per recordar
Lliçons per recordar (títol original en anglès, Flying Lessons) és una pel·lícula dramàtica estatunidenca de 2010 dirigida per Derek Magyar i protagonitzada per Maggie Grace, Christine Lahti, Cary Elwes, Jonathan Tucker i Hal Holbrook. S'ha doblat i subtitulat al català.

## Sinopsi
Sophie Conway torna a casa enmig de lluites personals i s'enfronta a amics abandonats, una relació desordenada amb la seva mare i un pacient amb la malaltia d'Alzheimer anomenat Harry Pleasant.

## Repartiment
- Cary Elwes com a Steven Jennings
- Maggie Grace com Sophie Conway
- Nikki DeLoach com a Mila
- Joanna Cassidy com a Totty Kuspert
- Christine Lahti com a Caroline Conway
- Jonathan Tucker com a Billy
- Hal Holbrook com a Harry Pleasant